# Новий Двур (Сокульський повіт)

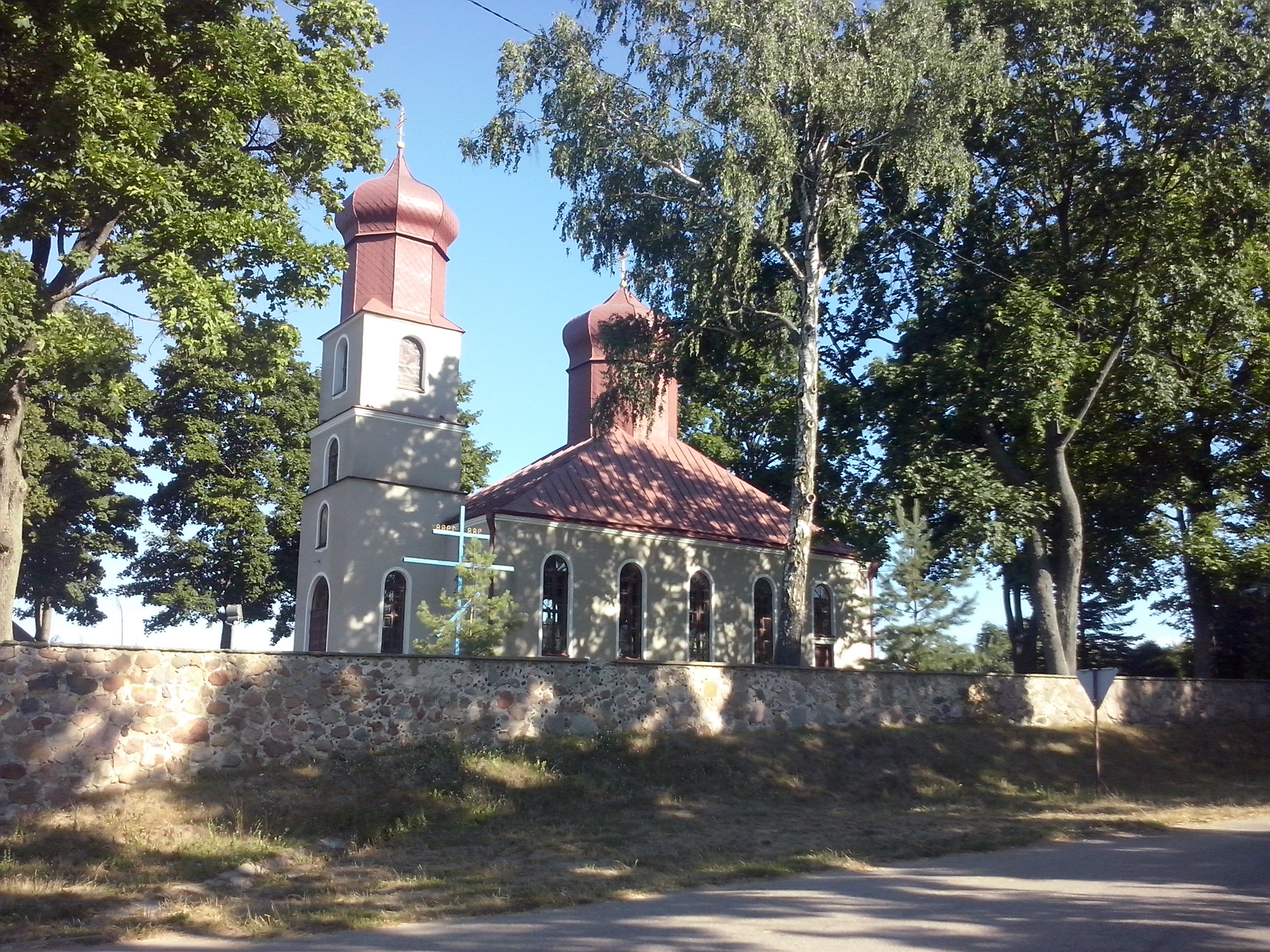
Православна церква

Новий Двур (біл. Новы Двур), (пол. Nowy Dwór) — село в Польщі, у гміні Новий Двур Сокульського повіту Підляського воєводства.
Населення — 607 осіб (2011).
У 1975-1998 роках село належало до Білостоцького воєводства.

## Демографія
Демографічна структура станом на 31 березня 2011 року:
|          | Загалом | Допрацездатний вік | Працездатний вік | Постпрацездатний вік |
| -------- | ------- | ------------------ | ---------------- | -------------------- |
| Чоловіки | 278     | 38                 | 201              | 39                   |
| Жінки    | 329     | 53                 | 165              | 111                  |
| Разом    | 607     | 91                 | 366              | 150                  |